# Вьётан, Анри
Анри́ Франсуа́ Жозе́ф Вьёта́н (фр. Henri François Joseph Vieuxtemps; 17 февраля 1820, Вервье, провинция Льеж, Бельгия — 6 июня 1881, Мустафа, Алжир; в дореволюционных источниках нередко именуется Вьетан и, иногда, Генрих) — бельгийский скрипач и композитор, музыкальный педагог, один из основателей национальной скрипичной школы.

## Биография
Анри Вьётан родился 17 февраля 1820 года в городе Вервье; отец Вьётана был скрипачом-любителем и гитарным мастером. Подметив в сыне музыкальные способности, он начал обучать его игре на скрипке. Уже в четыре года мальчик участвовал в домашних концертах, немногим позже сочинил первую композицию — «Песню петушка». 
Отец Анри, понимая недостаточность своих знаний, начал искать для сына профессиональных учителей. При помощи М. Женена, мальчик продолжил учиться у Л. Ж. Леклу-Дежонка, скрипача-профессионала из Вервье. 18 апреля 1827 года Анри выступил в «Большом вокальном и инструментальном концерте» в Вервье, затем последовали гастроли по городам Бельгии и Голландии. Юный музыкант обратил на себя внимание известного скрипача Шарля Берио, который добился для него стипендии короля Нидерландов и взял с собой вначале в Брюссель, а позже в Париж. Первое выступление Вьётана в Париже состоялось в 1829 году.
В 1833 году Вьётан начинает гастрольную деятельность, уже в самом её начале встречая восторженные отзывы — например, со стороны Роберта Шумана, писавшего: «Говоря о Вьётане, невольно думаешь о Паганини. <…> С первой и до последней ноты мы словно стоим в заколдованном круге, у которого нет ни начала, ни конца». Живя некоторое время в Вене, он берёт уроки теории музыки у Симона Зехтера, а в 1835 году возвращается в Париж, где совершенствуется как композитор у Антонина Рейхи. Рейха дал юному Вьётану такую характеристику: «г. Анри Вьётан-сын уже обладает превосходным талантом как скрипач, одарен также счастливейшими данными к сочинению музыки, для выявления которых нужно только время и необходимая поддержка и которыми в будущем он прославит свою страну». К этому времени относятся первые крупные сочинения Вьётана: концерт fis-moll, изданный как № 2 и E-dur, известный как Первый концерт, а также фантазии, в частности, Фантазию-каприс и «Воспоминания о России». Некоторые произведения были написаны в соавторстве с виолончелистом Франсуа Серве, соотечественником и другом Вьётана.
В 1844 году Вьётан женился на пианистке из Вены Жозефине Эдер. Позже она всегда сопровождала мужа в концертных поездках и нередко аккомпанировала ему. В следующем году Анри Вьётан наряду с Франсуа Фетисом, Шарлем Ханссенсом и своим учителем Шарлем Берио был принят в почётные члены Бельгийской королевской академии наук по разряду искусств.
С 1846 года Вьётан жил и работал в Санкт-Петербурге, где имел должность солиста Императорских театров и занимался преподаванием. Проработав в России семь лет, сочинив ряд пьес и Четвёртый концерт, Вьетан вновь вернулся в Париж и продолжил активную концертную деятельность. Многочисленные гастрольные туры скрипача охватывали не только Европу, но также Турцию и Америку.
В 1866 году Вьётан лишился отца, а в 1868 — также и жены. Переживания и утомительные гастроли (только за шесть месяцев американского турне он дал 121 концерт) сказались на его здоровье, и он решил сократить концертную деятельность и заняться педагогической. В 1871 году Вьётан получил место профессора в Брюссельской консерватории. Среди его учеников самыми известными стали бельгийский скрипач, дирижёр и композитор Эжен Изаи и румынский скрипач, дирижёр и композитор Эдуард Кауделла. В 1873 году после инсульта и последовавшего паралича левой половины тела, он вынужден был покинуть свою должность. Частично восстановив здоровье, Вьётан, тем не менее, отказывается от продолжения карьеры концертирующего скрипача и занимается композицией и отчасти преподаванием. В 1878 году скрипач поселился в Алжире, где и умер три года спустя от очередного инсульта.

## Творчество
Вьётан — автор многочисленных сочинений для скрипки, до сих пор пользующихся большой популярностью: семи концертов для скрипки с оркестром (№ 1, № 2, № 3, № 4, № 5, № 6,№ 7), двух для виолончели с оркестром, Большой сонаты для фортепиано и скрипки, сонаты для альта и фортепиано, Сюиты в старинном стиле, ряда фантазий, вариаций, месс, концертных этюдов, романсов без слов и других пьес.
Широкой известностью пользуется его переложение для скрипки известного романса Алябьева «Соловей».

## Семья
Два младших брата Вьётана также были профессиональными музыкантами высокого уровня. Люсьен Вьётан (фр. Jean-Joseph-Lucien Vieuxtemps; 1828—1901) стал концертным пианистом, Эрнест Вьётан (фр. Jules-Joseph-Ernest Vieuxtemps; 1832—1896) — виолончелистом, бо́льшую часть карьеры проведшим в оркестрах Англии (в том числе в Оркестре Халле).
Дочь Вьётана Жюли (1846—1882) стала матерью скульптора Поля Ландовски и бабушкой композитора Марселя Ландовски. 
Сын Вьётана Максимильен (1848—1926) был инженером, среди его потомков — правнучка Вьётана Жанин Вьётан, пианистка, и праправнучка композитора Аньес Бриоль, музыковед, занимающаяся изучением творческого наследия своего предка.

## Память
В 1898 году в Вервье композитору был поставлен памятник работы скульптора Эжида Ромбо.
В Бельгии в честь столетия со дня рождения Анри Вьётана был учреждён конкурс его имени, который с тех пор проводится регулярно.
Скрипка, на которой играл Вьётан, Гварнери 1741 года, была выставлена на продажу летом 2010 года. Запрошенная цена: 18 миллионов долларов.
Анри Вьётан изображён на бельгийской почтовой марке 1974 года.